# هیساشی کانکو
هیساشی کانکو (به انگلیسی: Hisashi Kaneko) بازیکن فوتبال اهل ژاپن و عضو تیم ملی فوتبال ژاپن است که در تاریخ ۲۵ ژوئیه ۱۹۸۶ میلادی اولین بازی ملی‌اش را انجام داد. او در ۷ بازی ملی حضور داشت و آخرین بازی ملی خود را در تاریخ ۱۸ سپتامبر ۱۹۸۷ میلادی انجام داد. هیساشی کانکو در بازی‌های ملی‌اش
۱ گل به ثمر رساند.